# Langue adamique

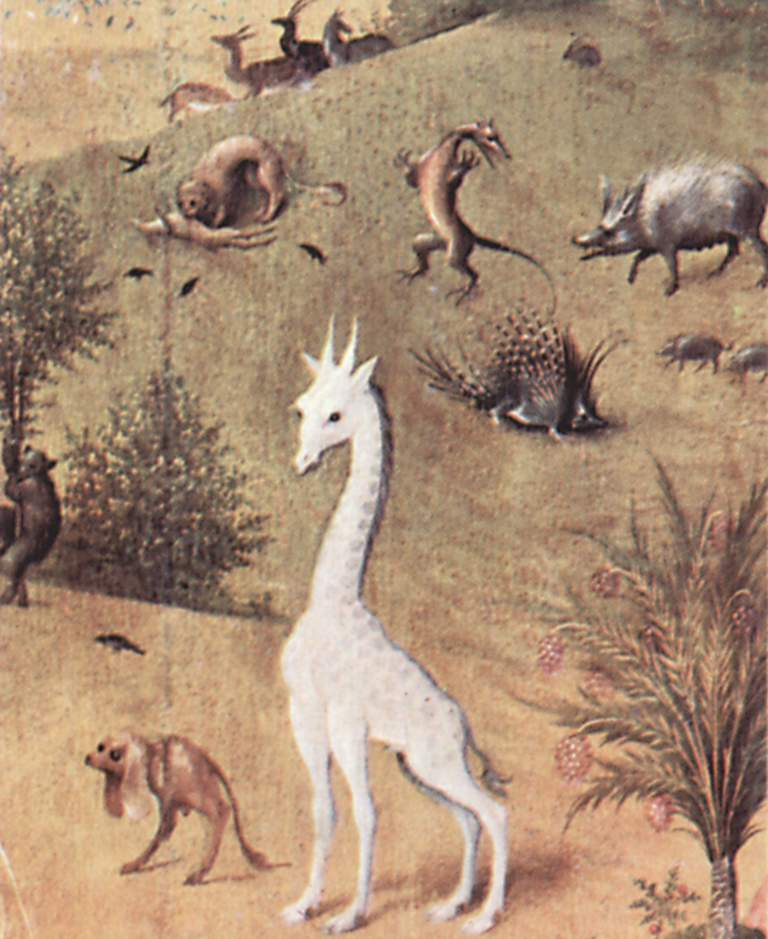
Détail du jardin d'Éden, panneau gauche du triptyque Le Jardin des délices de Bosch ; entouré d'animaux, l'homme leur trouve un nom. Les invente-t-il lui-même, réalisant la volonté divine, ou les noms lui sont-ils soufflés par le Créateur ? La parole d'Adam fut-elle identique au Verbe divin ?

La langue adamique est une langue originelle hypothétique d'où proviendraient toutes les langues de l'humanité. 
Cette croyance, qui apparaît dans les midrashim du judaïsme comme dans diverses traditions chrétiennes, est liée à la recherche de la langue parlée par les personnages mythiques du Livre de la Genèse, Adam et Ève. Elle se distingue du concept de proto-langue telle qu'on en postule l'existence en linguistique, car elle repose sur une interprétation littérale du récit biblique sans tenir compte des notions scientifiques d'évolution ou de transformation des langues. 
Le passage de la Bible accréditant l'existence de cette langue propre aux deux personnages symboliques est celui du nomothète, lorsque le Créateur présente les animaux de la Création à Adam, et lui demande de leur trouver un nom ; le nommage d'Adam se fait alors sur le mode performatif, « baptisant » les créatures.
L'utopie d'un retour à une langue unique parlée par l'humanité, situation supposément perdue lors de l'épisode de la confusion des langues au cours de l'édification de la tour de Babel (ce qui l'associe à un châtiment divin), a donné lieu à de nombreux commentaires au cours des siècles. Au Moyen Âge, plusieurs auteurs juifs ont soutenu qu'Adam parlait hébreu, point de vue abordé par Dante Alighieri, et la spiritualité médiévale a tenté de retrouver cette langue et de retourner à cet état, dans la perspective de concrétiser l'œuvre de Dieu. Au début de la période moderne, certains auteurs ont continué à discuter de la possibilité d'une langue adamique.

## Une rétrospective par Umberto Eco
En Europe, le sémioticien Umberto Eco a livré une synthèse concernant l'état de l'art sur ce sujet au travers des siècles dans son livre La recherche de la langue parfaite dans la culture européenne.

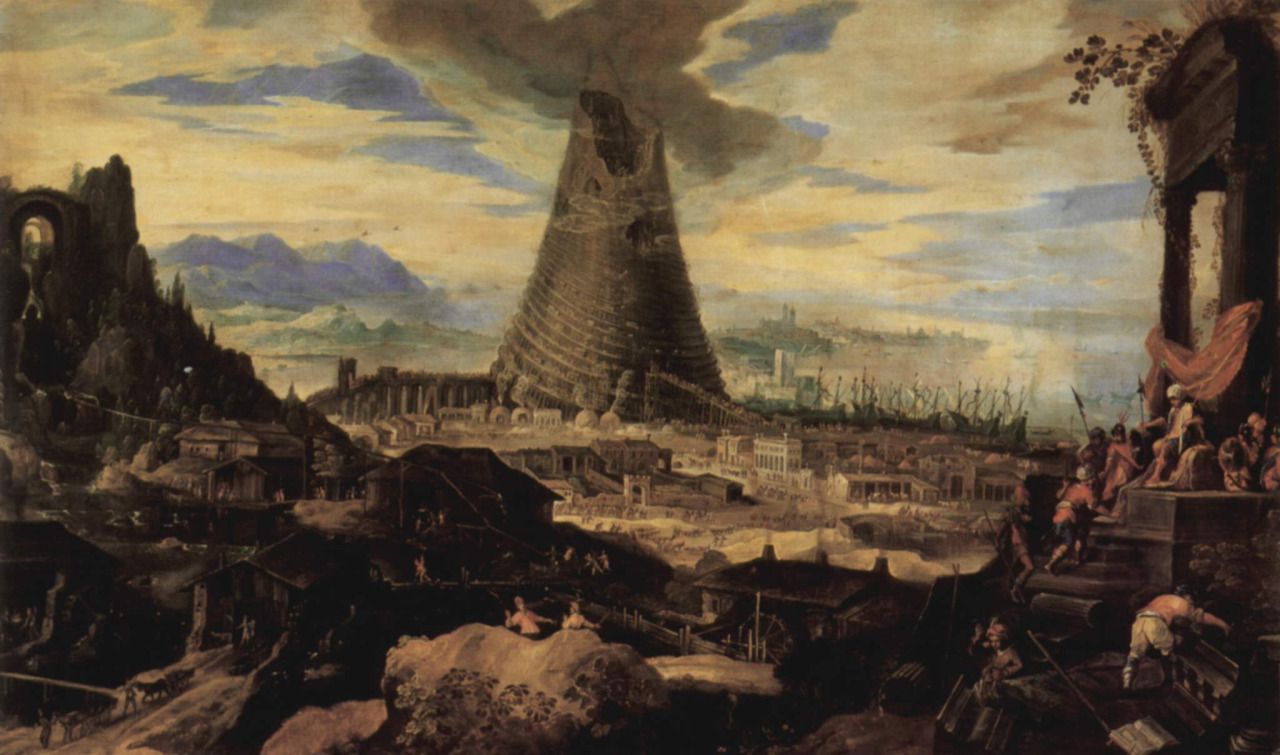
La Tour de Babel peinte en 1587 par Lodewyk Toeput. Le mythe judéo-chrétien lui impute la confusion des langues.

Dans le sillage de la construction européenne, il a présenté le résultat de ses travaux en 1993 à l'Institut de France, devant un parterre de personnalités représentant l'intelligentsia parisienne du moment. À cette occasion, il a regretté avoir été devancé par un autre auteur pour le titre de ses travaux de recherche, Après Babel étant pour lui le meilleur titre possible.
Centré sur les civilisations européennes, le travail rétrospectif d'Umberto Eco présente les raisons pour lesquelles le thème d'un retour à une hypothétique langue identique pour tous les êtres de la planète a pu agiter les idéologies dans diverses périodes de l'histoire continentale. Pour lui, verser dans de tels travaux visant à la résurgence d'une unité linguistique supposément perdue a fait partie pour les religieux et les savants antérieurs des éléments structurants de l'identité européenne.

### Fin du monde antique

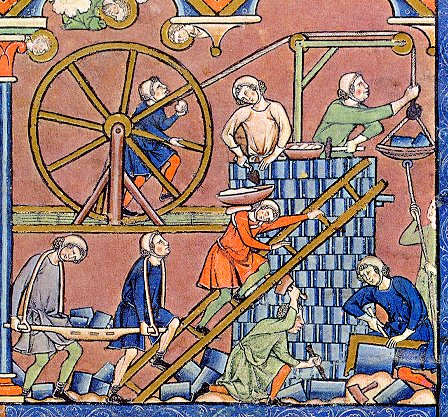
La thématique de l'édification de la Tour de Babel apparaît au Haut Moyen Âge en Occident et devient ensuite un thème pictural.

Après avoir relativisé le crédit que l'on peut porter à cette hypothèse, relatant que, en termes de confusion des langues, la pléthore d'idiomes et de patois locaux en Europe dépasse l'imagination (« je retrouve une nouvelle langue que l'on dépose sur mon bureau chaque semaine depuis que j'ai démarré cette étude », dit-il), il explique les circonstances dans lesquelles le mythe de Babel est popularisé dans le contexte de l'Occident chrétien en formation dans le cours du Haut Moyen Âge : alors que l'immixtion des peuples de la civilisation germanique avec ceux des terres de l'ancien Occident romain ont amené une dégradation graduelle du latin, les communautés villageoises sont désemparées du désordre linguistique qui résulte de la sédentarisation des colonnes sorties vainqueurs de l'époque tumultueuse des grandes invasions. Umberto Eco rapporte que les deux premières apparitions dans les églises de fresques montrant la Tour de Babel remontent au VIIe siècle [réf. nécessaire] , à l'issue de quoi la reproduction de ce thème iconographique est systématique dans les lieux de culte chrétiens; de sorte que les curés répondent alors à l'inquiétude populaire concernant la disparition de l'unité linguistique antérieure du latin en plaçant en exergue un passage tiré des Écritures : prosaïquement, le message pictural est "ce qui vous arrive est une punition divine".

### Époque médiévale
Après un préambule citant les principales nations médiévales et le contexte de xénophobie qui leur correspondait, les croyances médiévales sont représentées par Raymond Lulle qui, dans un texte parmi les 400 travaux qu'on lui attribue, propose une théorie numérologique et cabalistique en rapport avec les savoirs des érudits juifs d'al-Andalus, qui fait la démonstration que les mots d'une certaine langue, traduits en chiffres, sont "purs" et correspondent à des mots provenant d'une autre langue puisque le chiffre cabalistique des deux leur est commun. D'une manière moins obscure, un tel procédé de rapprochement, effectué par des permutations de lettres, associe la ville de Rome (ROMA) avec l'amour (AMOR) voire le roman écrit. Si l'étrangeté de cette démarche de codification n'était contemporaine des farces de Rabelais, on pourrait la rapprocher de travaux de linguistique comparée.

### Époque moderne

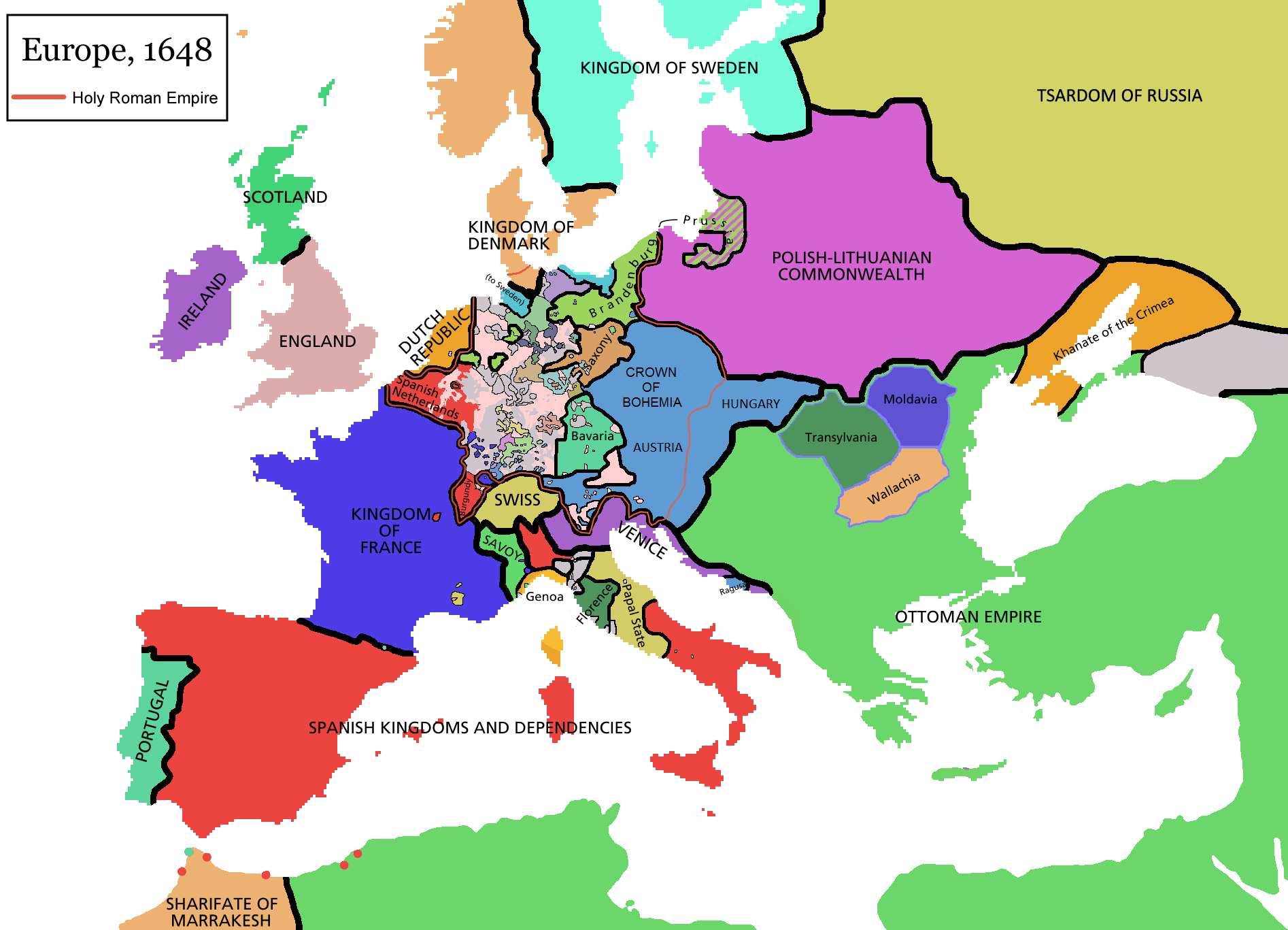
L'Europe westphalienne en 1648, à l'issue des traités de Westphalie : si l'unité politique n'est plus envisageable, peut-être peut-on encore rêver à une unité linguistique ?

Après la Renaissance le latin n'est plus parlé par le peuple, et les nations européennes en cours de formation rivalisent entre elles, chacune tentant de former une langue qui rattache ses populations en gommant les particularismes locaux. Pour le cas de la France, voir l'article Histoire de la langue française et le XVIIe siècle avec l'institution de l'Académie française afin de faire disparaître les usages linguistiques dans les parlers locaux, au profit d'une promotion du français classique.
Un des terrains de cette rivalité est l'idéologie apportée par des écrivains de chacune des nations en compétition ; invariablement l'auteur y affirme que sa langue nationale émane en droite ligne de la langue adamique, et représente pour des raisons variables justifiant de sa supériorité, le meilleur substitut à l'ancien latin impérial sur Mare Nostrum, voire d'autres références glorieuses.
En parallèle, les grandes nations européennes se constituent en Empires, qui chacun se sont targués d'être une résurgence de l'Empire romain d'Occident ; l'Empire byzantin, survivant légitime tardif, ne représentant plus qu'un cousin éloigné, étranger car parlant grec, bientôt objet d'exotisme sous la loupe déformante de l'orientalisme.

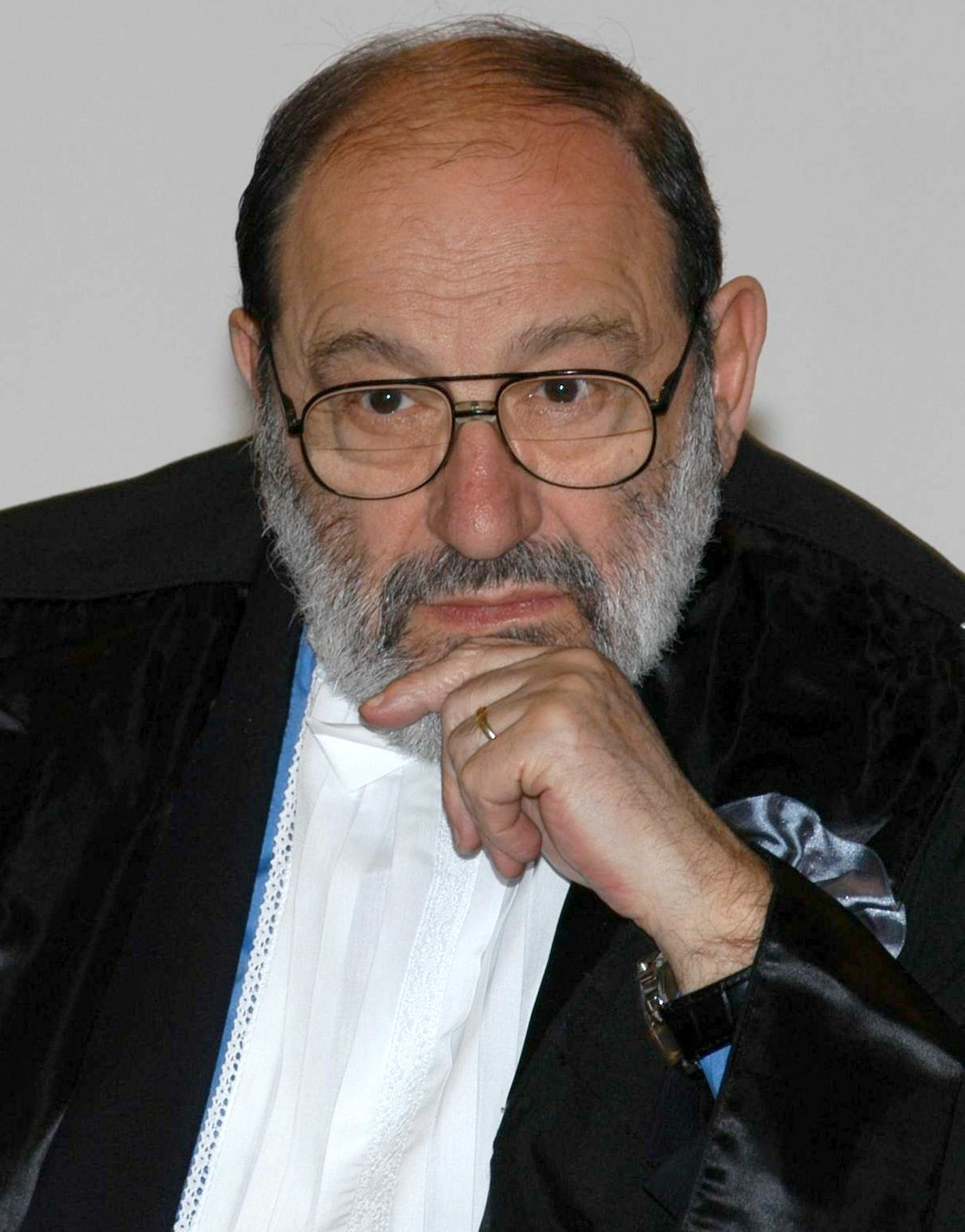
Umberto Eco lors d'une cérémonie officielle à l'Université méditerranéenne de la région Calabre, en Italie (photo prise en 2005).

Comme langue parfaite au regard de ses concurrentes et voisines, ainsi en est-il du gaélique, du toscan pour Giovan Battista Gelli en 1542, puis Pier Francesco Giambullari en 1564 ; du néerlandais pour Bécan (Johannes Goropius Becanus) (1569) et Abraham Mylius en 1612 ; du suédois selon Olof Rudbeck en 1675 et Andreas Kempe en 1688. L'allemand est une langue parfaite pour Georg Philipp Haurdörffer et Schottel en 1641. Est-il nécessaire de préciser que pendant ces années la monarchie française a proclamé le classicisme de ses lettres et de sa culture comme le plus subtil héritage du legs gréco-romain ?
Umberto Eco cite également un auteur anglais [réf. nécessaire] qui affirme, légende de Brutus sous le coude, que l'anglais comprend le plus de termes dérivés en droite ligne du latin, et que la réussite de l'Empire britannique lui assure une double domination comme langue impériale, destinée à devenir la seule de l'Humanité, à défaut d'être celle des origines.
Certains érudits du début de l'époque moderne, s'appuyant sur le texte de Genèse 10:5, pensaient que les langues japhetites descendaient directement de la langue adamique, s'étant séparées avant la confusion des langues, par laquelle l'hébreu fut aussi affecté, ce qui confirme ainsi les révélations d'Emmerich.

### Études contemporaines
L'époque contemporaine pense que l'ensemble de cette entreprise relève d'une utopie, peut-être à tort, si l'on admet les travaux de Merritt Ruhlen.

## Voir aussi

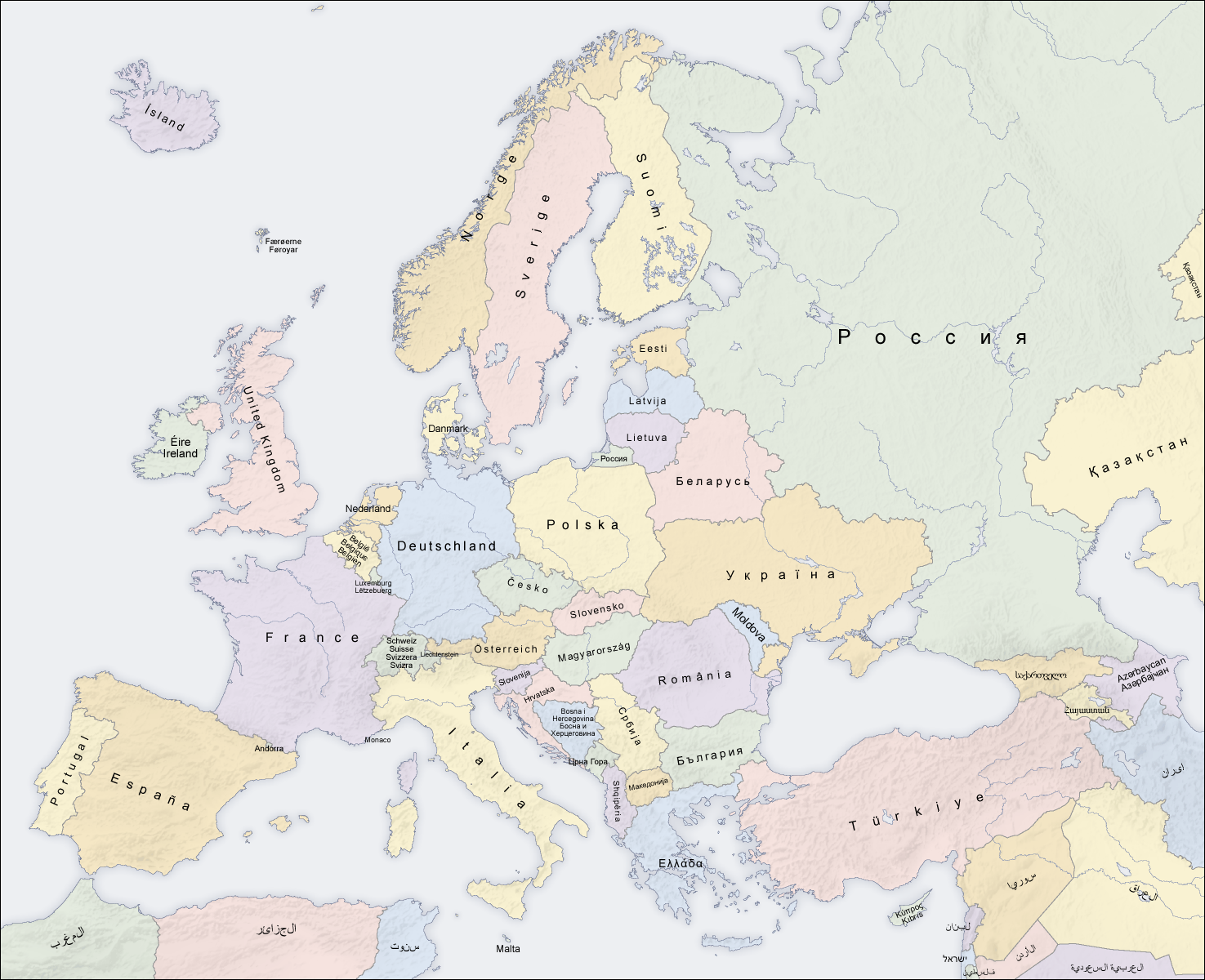
Carte des pays européens, chaque pays comportant son nom dans sa langue nationale. La réalité n'est pas réductible à l'utopie de la langue adamique, parfaite et originelle.